# Pardosa aciculifera
Pardosa aciculifera är en spindelart som beskrevs av Chen, Song och Li 200. Pardosa aciculifera ingår i släktet Pardosa och familjen vargspindlar. Inga underarter finns listade i Catalogue of Life.